# Can Rotxil
Can Rotxil, antigament Ca n'Aucell, és una masia del poble de Bigues, en el terme municipal de Bigues i Riells, a la comarca catalana del Vallès Oriental.
Es troba a l'extrem oriental del terme, a prop del límit amb l'Ametlla del Vallès. És al nord-oest de Can Petrallos, a migdia de Can Gresola i Can Febrera. És a l'extrem de llevant de la urbanització de Can Barri.